# Джон Батлер, 15-й граф Ормонд
Джон Батлер (англ. John Butler, 15th Earl of Ormonde and 8th Earl of Ossory; умер 24 июня 1766) — ирландский аристократ, 15-й граф Ормонд, 9-й граф Оссори и 7-й виконт Тёрлс (1758—1766).

## Биография
Третий сын полковника Томаса Батлера из Гарририкена (ум. 1738) и леди Маргарет Берк (ум. 1744), дочери Уильяма Берка, 7-го графа Кланрикарда (ум. 1687), и леди Хелен Маккарти (ум. 1732).
17 декабря 1758 года после смерти Чарльза Батлера, 14-го графа Ормонда (1671—1758), не оставившего после себя детей, Джон Батлер унаследовал де-юре титулы 15-го графа Ормонда, 8-го графа Оссори и 7-го виконта Тёрлса. В 1760 году после смерти Амелии Батлер, сестры 14-го графа Ормонда, Джон Батлер, получил во владение замки и поместья графов Ормонд.
19 апреля 1763 года Джон Батлер женился на Бриджит Стейси, от брака с которой детей не имел. После смерти мужа Бриджит в 1771 году вторично вышла замуж за Аллена Уолтера.
24 июня 1766 года после смерти бездетного Джона Батлера, 15-го графа Ормонда, его титулы и владения унаследовал его двоюродный брат, Уолтер Батлер, 16-й граф Ормонд (1703—1783).

## Происхождение
- Уолтер Батлер, 11-й граф Ормонд (1559—1632)
  - Томас Батлер, виконт Терлс (1594—1619), старший сын 11-го графа, умер при жизни отца
    - Джеймс Батлер, 1-й герцог Ормонд (1610—1688), старший сын предыдущего
      - Томас Батлер, 6-й граф Оссори (1634—1680), старший сын 1-го герцога, умер при жизни отца
        - Джеймс Батлер, 2-й герцог Ормонд (1665—1745), внук 1-го герцога
        - Чарльз Батлер, 1-й граф Арран (1671—1758), внук 1-го герцога, младший брат предыдущего

    - Ричард Батлер из Килкэша (1615—1701), младший сын виконта Терлс, брат 1-го герцога.
    - Уолтер Батлер из Гарририкена (ум. 1700), старший сын Ричарда.
      - Полковник Томас Батлер из Гарририкена (ум. 1738), старший сын предыдущего, внучатый племянник 1-го герцога.
        - Джон Батлер, 15-й граф Ормонд, третий сын полковника Томаса Батлера.